# Oficina de coordinació de defensa planetària
L’Oficina de coordinació de defensa planetària (anglès: Planetary Defense Coordination Office, PDCO) és una unitat de la NASA creada per gestionar els projectes relacionats amb la defensa planetària i coordinar les respostes davant el risc potencial d’impactes d’asteroides i altres cossos celestes. Depèn de la Divisió de Ciència Planetària dins la Direcció de Missions Científiques de la NASA, amb seu a Washington, D.C., i el 2016 era dirigida per Lindley Johnson. Forma part del programa d’Observació d’Objectes Propers a la Terra (NEO), iniciat l’any 1998, i treballa en col·laboració amb altres agències dels Estats Units i entitats internacionals.
Els objectius principals de la PDCO són detectar possibles impactes de cossos celestes naturals amb la Terra, avaluar-ne els efectes i desenvolupar estratègies per mitigar-ne les conseqüències. Entre les seves funcions es troben la supervisió de projectes de detecció i estudi de NEOs, la coordinació amb agències com l'Agència Federal per a la Gestió d'Emergències (FEMA), el Departament de Defensa i organismes internacionals, i l’emissió d’alertes basades en dades científiques. En cas d’amenaça imminent, la NASA proporciona informació tècnica a la FEMA per a la preparació i resposta d’emergència, i la PDCO coordina la resposta amb el govern dels Estats Units. Aquest compromís institucional es va intensificar arran de l’explosió del meteorit de Txeliàbinsk (2013), que va evidenciar els riscos reals associats als NEOs.
Els esforços de la NASA han permès detectar més de 13.500 objectes propers a la Terra, amb una taxa mitjana de 1.500 descobriments anuals. Gràcies a programes com el Lincoln Near-Earth Asteroid Research (LINEAR), el Catalina Sky Survey (CSS) i el Pan-STARRS, s’ha pogut identificar més del 98 % dels NEOs coneguts. Aquest increment en la detecció —amb una taxa de descobriment d’asteroides un 83 % superior entre 2016 i 2019— ha estat possible mitjançant telescopis terrestres i instruments com el telescopi espacial NEOWISE.
Les observacions inicials són processades pel Minor Planet Center (MPC), mentre que el Jet Propulsion Laboratory (JPL) n’afina les òrbites. Tots dos centres operen sota protocols de la Unió Astronòmica Internacional i mantenen catàlegs de cossos petits del Sistema Solar utilitzats globalment. Pel que fa a la caracterització dels NEOs, la missió NEOWISE —una reactivació del satèl·lit WISE— proporciona dades en l’infraroig sobre grandària, òrbita i composició d’aquests objectes, complementades per dades d'altres telescopis com l’Infrared Telescope Facility (IRTF) i el Spitzer Space Telescope. Aquestes dades permeten determinar característiques com la forma, la rotació, l’albedo i la mineralogia dels objectes.
Alguns d’aquests objectes, a més de representar un perill, podrien esdevenir fonts de recursos i combustible per a futures missions espacials.
En l’àmbit de les missions de demostració, la NASA lidera el projecte Double Asteroid Redirection Test (DART), que té com a objectiu col·lidir intencionadament amb  el sistema binari (65803) Didymos, compost per un cos principal d’uns 800 metres i un satèl·lit de 150 metres. Aquest sistema és representatiu dels objectes amb més probabilitat d’impactar la Terra.
Un dels objectius prioritaris de la defensa planetària és completar l’inventari d’objectes propers a la Terra amb diàmetres superiors als 100 metres. En aquest marc, la NASA desenvolupa la missió NEOCam, un telescopi infraroig de 0,5 metres que es preveu situar al punt de Lagrange Terra-Sol L1 i que, el 2019, es trobava en fase d’estudi.
Els objectes que la PDCO estudia inclouen asteroides provinents principalment del cinturó entre Mart i Júpiter, on la gravetat de Júpiter pot alterar-ne les òrbites i desviar-los cap a la Terra, així com cometes originaris de més enllà de Neptú, que poden entrar en òrbites més properes al Sol i la Terra. Es considera especialment rellevant la detecció primerenca d’objectes que passen a menys de 0,05 unitats astronòmiques de la Terra i que tenen un diàmetre generalment superior als 30-50 metres. Encara que no hi hagi una amenaça imminent, es manté la vigilància per evitar sorpreses, com l’incident de Txeliàbinsk (2013) o l’aproximació de l’anomenat «asteroide de Halloween».
Aquestes actuacions s’inscriuen dins la Política Espacial Nacional dels Estats Units de 2010, que assigna a la NASA la responsabilitat de reduir el risc d’impactes i identificar possibles recursos espacials amb la col·laboració d’altres organismes. El pressupost federal dels EUA per a l’any 2016 va destinar 50 milions de dòlars a les activitats de defensa planetària, una quantitat substancialment superior a la d’anys anteriors.